# Charleston (Missouri)
Pour les articles homonymes, voir Charleston.
La ville de Charleston est le siège du comté de Mississippi, situé dans l'État du Missouri, aux États-Unis.